# Carl Friedrich Ernst von Cocceji
Carl Friedrich Ernst von Cocceji (* 1728 in Berlin; † 1780 in Mogilew) war ein deutscher Offizier. Als Diplomat in polnischen Diensten war er unter anderem Gesandter im Königreich Preußen.

## Biographie

### Herkunft und Familie
Coccejis Eltern waren der preußische Kammergerichtspräsident und Großkanzler, Freiherr Samuel von Cocceji (1679–1755) und Johanna Charlotte von Beschefer (1701–1770). Der preußische Oberregierungspräsident von Glogau, Karl Ludwig von Cocceji (1724–1808) und der preußische Oberst und königliche Generaladjutant Johann Heinrich Friedrich von Cocceji (1725– nach 1799) waren seine Brüder, der preußische General der Kavallerie Dubislav Friedrich von Platen (1714–1787) war sein Schwager. Er selbst war unverheiratet und hinterließ auch keine Kinder.

### Werdegang
Cocceji soll bereits am 15. September 1733 an der Brandenburgischen Universität Frankfurt mit seinem Bruder Johann Heinrich Friedrich immatrikuliert gewesen sein.
Später muss er in die Armee eingetreten sein. Er stand 1756 als Leutnant bei der Altpreußischen Infanterieregiment No. 1 und erhielt im Dezember 1757 als Stabskapitän den Pour le Mérite für seinen Einsatz im Herzogtum Schlesien. Cocceji muss dann noch bis in den Rang eines Obersts avanciert sein, bevor er in Militärdienste des Königreichs Großbritannien wechselte.
Im März 1767 wurde Cocceji aus der seinerzeit politisch einflussreichsten polnischen Magnatenfamilie Czartoryski eine besser dotierte Stellung als Oberst in der polnischen Kronarmee angeboten, die er annahm. Bereits im April selben Jahres stieg er in den Rang eines Generalmajors der Königlichen Garde zu Fuß unter Generalleutnant Fürst August Czartoryski (1697–1782) auf. 1768 hat Cocceji vom polnischen Reichstag das Indigenat als polnischer Adeliger erhalten.
Bereits 1765 waren ihm aus elterlichem Erbe die pommerschen Güter Kleist und Repkow im Kreis Fürstenthum zugefallen, die jedoch 1770 wegen des Übertrittes nach Polen vom König, der ohne seine erforderliche Erlaubnis erfolgte, für einige Monate kassiert wurden.
Während der Konföderation von Bar wurde Cocceji von König Stanislaus II. August nach Berlin geschickt mit der vergeblichen Bitte um preußische Hilfe. Als die Konföderierten am 3. November 1771 den König entführen, eilte ihm Cocceji zur Hilfe und brachte wieder in das königliche Schloss in Warschau. Spätestens jetzt war Cocceji ein enger Vertrauter des Königs und nach dessen Zeugnis einer der wenigen damaligen Militärs mit herausragenden handwerklichen Verstand und gleichzeitig hoher Moral. Aus diesem Grunde wurde er mehrmals in diplomatischen Missionen ausgesandt, so 1770 nach Amsterdam, 1774 nach Italien sowie 1776 in die Türkei.
Cocceji war auch eng mit dem Neffen des Königs, Fürst Stanislaus Poniatowski, dem nachmaligen Großkämmerer von Litauen befreundet und wohnte häufig in dessen Palästen in Korsun oder Warschau in der Frascati-Straße.
1780 wurde er mit Fürst Poniatowski delegiert, um Zarin Katharina II. bei der Besichtigung der an Russland bei der ersten Teilung Polens 1772 einverleibten früheren polnischen Ostgebiete zu begleiten und zwar bei Polazk und Mogilew. Dort verletzte er sich in der Nacht an einer zersplitterten Wasserflasche und starb kurz danach an Blutvergiftung.
Er hinterließ eine umfängliche Büchersammlung, die jedoch nach seinem Tod verkauft wurde. Seine pommerschen Güter fielen seinen Brüdern, bzw. seinen Schwesterkindern zu.